# Хижі води
Хижі води — трилер 2007 року.

## Сюжет
Грейс, Адам і Лі вирішують провести вихідні на риболовлі на мальовничій річці, серед непрохідних джунглів. На місці вони винаймають провідника — найкращого знавця місцевості.